# AB Dainava
AB Dainava (ab Region Dainava) ist ein  Unternehmen der Bekleidungsindustrie in Alytus, Litauen. Die Produkte werden nach Skandinavien und Westeuropa (UK, Deutschland) exportiert und bei „Marks & Spencer“ unter Marken „Eastex“, „Kalico“, „Minuet“, „Jermyn Street“,  „Zadig & Voltaire“ verkauft. Im Mutterunternehmen „AB Dainava“  gibt es 26 Mitarbeiter. Die Tochterunternehmen sind AB „Dainavos Siuvimas“ mit 237 Mitarbeitern (Direktorin Regina Morkuvienė) und UAB „Dainavos Dizainas“ (Direktorin Jūratė Pamarnackienė, 12 Mitarbeiter).

## Geschichte
Das Unternehmen wurde im Jahr 1957 gegründet. Im Jahr 2000 beschäftigte AB Dainava 1.457 Mitarbeiter und erzielte einen Umsatz von 26,652 Mio. Litas (7,7 Mio. Euro).